# 土桥乡 (西安市)
土桥乡是中国陕西省西安市临潼区下辖的一个乡。

## 行政区划
土桥乡下辖以下行政区：
土桥村、茨林村、官沟村、庄王村、玉川村、陈刘村、芋坡村、刘坡村、张南帮村、黄湾村、任湾村、仁宗村、房岩村、壕栗村